# 亞瑟·史密斯 (音樂家)
亞瑟·史密斯（英語：Arthur Smith，1921年4月1日—2014年4月3日），是一名美国音乐家和作曲家。他曾经担任纺织公认，后成为一名出色的乡村音乐作曲家、吉他手和小提琴家。
亞瑟·史密斯死于北卡罗来纳州的家乡，享年93岁。